# 马特·伯杰
马特·伯杰（英語：Matt Berger，1993年10月10日—）是一名加拿大男子滑板運動員。他目前居住在加州杭亭頓海灘。

## 職業生涯
伯杰在2021年街頭滑板世界錦標賽中獲得第六名。
2021年6月，伯杰入選2020年夏季奧林匹克運動會加拿大代表團，參加首屆滑板比賽。伯杰參加了2020年東京奧運會，總排名第20位。2024年，伯杰第二次參加巴黎奧運會，總排名第11位。

## 外部連結
- Matt Berger （页面存档备份，存于） at The Boardr
- 马特·伯杰在世界極限運動會
- 马特·伯杰在Olympics.com的个人资料和比赛数据
- 马特·伯杰在Olympedia的个人资料和比赛数据
- 马特·伯杰的Instagram帳戶